# Katra
Katra é uma banda finlandesa de gothic metal com fortes influências de heavy metal tradicional fundada, no verão de 2006, quando a vocalista Katra Solopuro reuniu um grupo de músicos em torno dela. As coisas evoluíram rapidamente e até o outono, seu primeiro single Sahara já era muito executado nas rádios locais. O sucesso da banda aumentou, quando a seguir, ela foi escolhida para representar a Finlândia no Festival Eurovisão da Canção, no início de 2007. Katra realizou então alguns shows na televisão e foi assistida por quase dois milhões de espectadores. 
Na primavera de 2007 o álbum com o mesmo nome da banda foi lançado e Katra fez várias apresentações por toda a Finlândia. Ao mesmo tempo, a banda começou a arranjar algum tempo para escrever material novo e foi quando a Napalm Records anunciou que gostaria de lançar uma edição em inglês do álbum Katra.

## Discografia
Álbum
- 2007 - Katra (28 de fevereiro)
- 2008 - Beast Within
- 2010 - Out Of The Ashes

Single
- Tietäjä - Vaaratar (14 de fevereiro de 2007)

- Sahara (6 de setembro de 2006)